# Rheumaptera completa
Rheumaptera completa là một loài bướm đêm trong họ Geometridae.